# Zastrzyk energii
Zastrzyk energii (ang. The Boost) – amerykański dramat z 1988 roku w reżyserii Harolda Beckera. Adaptacja powieści Bena Steina z 1982 roku pt. Ludes: A Ballad of the Drug and the Dream. Zdjęcia kręcono w Los Angeles.
Za rolę Lenny'ego Browna, James Woods w 1989 roku otrzymał nominację do nagrody Independent Spirit Awards w kategorii najlepszej, głównej roli męskiej. 

## Fabuła
Ambitny finansista Lenny Brown, za wszelką cenę pragnie zdobyć fortunę i pokazać swojej ukochanej żonie Lindzie, że potrafi zarabiać pieniądze. Jego kolejne próby kończą się powodzeniem – przez przypadek zostaje zatrudniony przez Maxa Shermana, potentata handlu nieruchomościami. Pod jego skrzydłami utalentowany Lenny szybko zaczyna zarabiać duże pieniądze. Niestety, na skutek zmiany przepisów nadchodzi kryzys w branży. Lenny nie potrafiąc odnaleźć się w nowej, ubogiej rzeczywistości sięga po narkotyki. Wciąga w nie również Lindę. Kilkukrotne próby wyjścia z nałogu dla obydwojga kończą się niepowodzeniem (głównie z powodu wybujałych ambicji Lennego). Linda traci dziecko i ciężko pobita przez Lenny'go w końcu go opuszcza. W ostatnich scenach filmu, porzucony przez wszystkich Lenny dogorywa w narkomańskiej melinie, wciąż śniąc swoje „sny o potędze”. 

## Obsada
- James Woods – Lenny Brown
- Sean Young – Linda Brown
- John Kapelos – Joel Miller
- Steven Hill – Max Sherman
- Kelle Kerr – Rochelle
- John Rothman – Ned Lewis
- Amanda Blake – Barbara
- Barry Jenner – Billy

i in. 